# Jackie Oliver

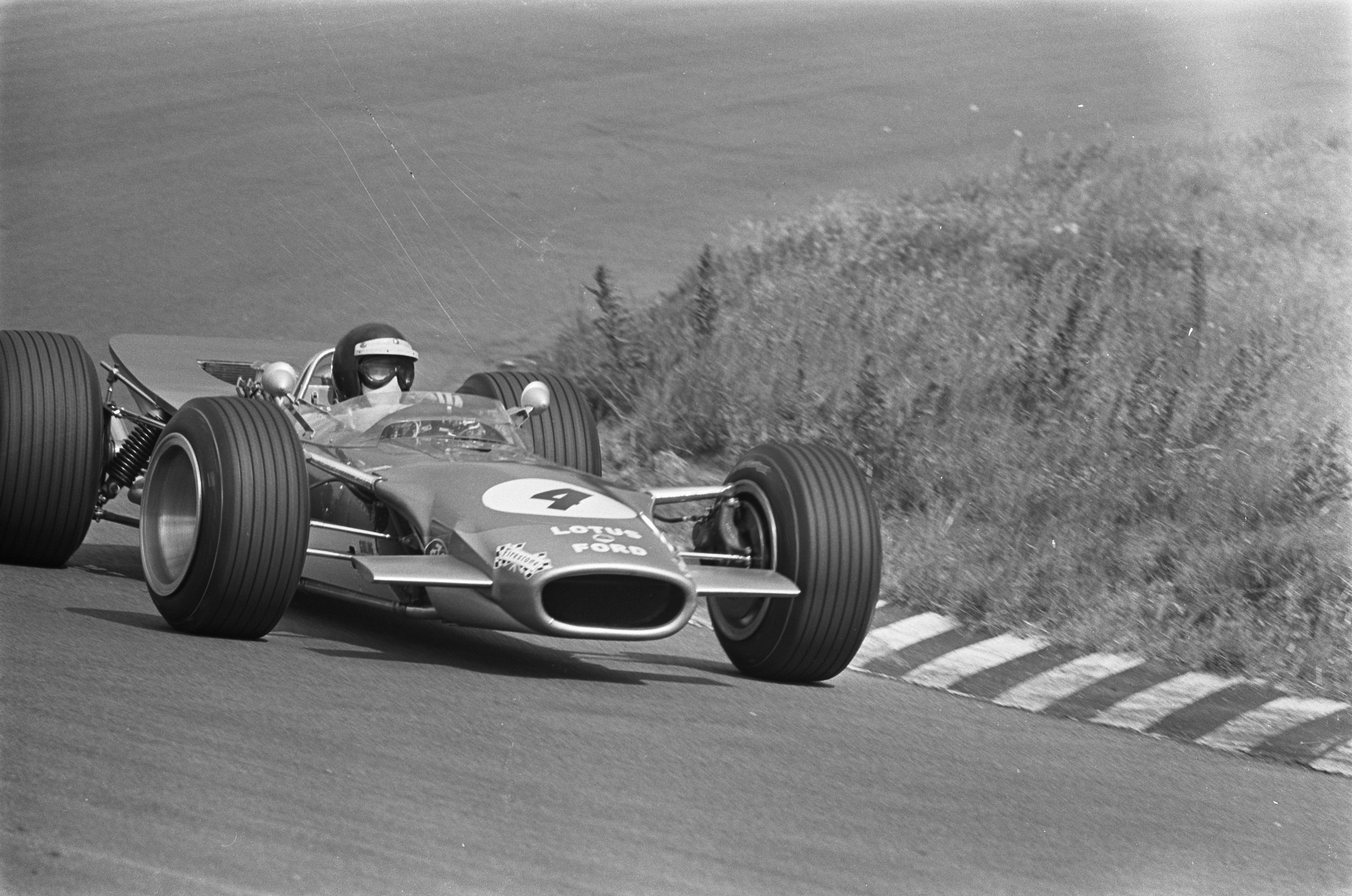
Carro de Oliver na Fórmula 1 em 1968.

Keith Jack Oliver mais conhecido por Jackie Oliver (14 de agosto de 1942) é um ex-piloto britânico nascido na Inglaterra de Fórmula 1.

### 12 Horas de Sebring
| Ano  | Equipe                            | Nº | Co-Pilotos      | Chassi       | Classe | Voltas | Posição Final | Posição Na Classe |
| ---- | --------------------------------- | -- | --------------- | ------------ | ------ | ------ | ------------- | ----------------- |
| 1969 | J. W. Automotive Engineering Ltd. | 22 | Jacky Ickx      | Ford GT40    | S 5.0  | 239    | 1º            | 1º                |
| 1971 | J. W. Automotive Engineering Ltd. | 2  | Pedro Rodríguez | Porsche 917K | S      | 248    | 4º            | 2º                |

### 24 Horas de Daytona
| Ano  | Equipe                       | Nº | Co-Pilotos      | Chassi       | Classe | Voltas | Posição Final | Posição Na Classe |
| ---- | ---------------------------- | -- | --------------- | ------------ | ------ | ------ | ------------- | ----------------- |
| 1969 | J. W. Automotive Eng.        | 1  | Jacky Ickx      | Ford GT40    | S 5.0  | 470    | 26º           | 4º                |
| 1971 | J. W. Automotive Engineering | 2  | Pedro Rodríguez | Porsche 917K | S      | 688    | 1º            | 1º                |

### Fórmula 1[1]
(Legenda: Corrida em itálico volta mais rápida.)
| Ano  | Equipe                     | Chassis      | Motor                | 1         | 2         | 3         | 4         | 5         | 6         | 7         | 8         | 9         | 10        | 11        | 12        | 13       | 14      | 15       | 16  | 17  | Pontos | Posição  |
| ---- | -------------------------- | ------------ | -------------------- | --------- | --------- | --------- | --------- | --------- | --------- | --------- | --------- | --------- | --------- | --------- | --------- | -------- | ------- | -------- | --- | --- | ------ | -------- |
| 1967 | Team Lotus                 | Lotus 48     | Ford Cosworth FVA L4 | RSA       | MON       | NED       | BEL       | FRA       | GBR       | GER 51 F  | CAN       | ITA       | EUA       | MEX       |           |          |         |          |     |     | 0      | NC       |
| 1968 | Gold Leaf Team Lotus       | Lotus 49     | Ford Cosworth DFVV8  | RSA       | ESP       | MON Ret F |           |           |           |           |           |           |           |           |           |          |         |          |     |     | 6      | 15º      |
| 1968 | Gold Leaf Team Lotus       | Lotus 49B    | Ford Cosworth DFVV8  |           |           |           | BEL 5 F   | NED NC F  | FRA DNS F | GBR Ret F | GER 11 F  | ITA Ret F | CAN Ret F | EUA DNS F | MEX 3 F   |          |         |          |     |     | 6      | 15º      |
| 1969 | Owen Racing Organisation   | BRM P133     | BRM P101 V12         | RSA 7     |           |           |           | FRA       |           |           |           |           |           |           |           |          |         |          |     |     | 1      | 17       |
| 1969 | Owen Racing Organisation   | BRM P133     | BRM P142 V12         |           | ESP Ret D | MON Ret D | NED Ret D | FRA       | GBR Ret D |           |           |           |           |           |           |          |         |          |     |     | 1      | 17       |
| 1969 | Owen Racing Organisation   | BRM P138     | BRM P142 V12         |           |           |           |           | FRA       |           | GER Ret D |           |           |           |           |           |          |         |          |     |     | 1      | 17       |
| 1969 | Owen Racing Organisation   | BRM P139     | BRM P142 V12         |           |           |           |           | FRA       |           |           | ITA Ret D | CAN Ret D | EUA Ret D | MEX 6 D   |           |          |         |          |     |     | 1      | 17       |
| 1970 | Owen Racing Organisation   | BRM P153     | BRM P142 V12         | AFS Ret D |           |           |           |           |           |           |           |           |           |           |           |          |         |          |     |     | 2      | 20º      |
| 1970 | Yardley Team BRM           | BRM P153     | BRM P142 V12         |           | ESP Ret D | MON Ret D | BEL Ret D | HOL Ret D | FRA Ret D | GBR Ret D | ALE Ret D | AUT 5 D   | ITA Ret D | CAN NC D  | EUA Ret D | MEX 7 D  |         |          |     |     | 2      | 20º      |
| 1971 | Bruce McLaren Motor Racing | MCLaren M14A | Ford Cosworth DFV V8 | RSA       | ESP       | MON       | NED       | FRA       | GBR Ret G | GER       |           | ITA 7 G   | CAN       | EUA       |           |          |         |          |     |     | 0      | 23       |
| 1971 | Bruce McLaren Motor Racing | McLaren M19A | Ford Cosworth DFV V8 | RSA       | ESP       | MON       | NED       | FRA       |           | GER       | AUT 9 G   |           | CAN       | EUA       |           |          |         |          |     |     | 0      | 23       |
| 1972 | Marlboro BRM               | BRM P160B    | BRM P142 V12         | ARG       | RSA       | ESP       | MON       | BEL       | FRA       | GBR Ret F | GER       | AUT       | ITA       | CAN       | EUA       |          |         |          |     |     | 0      | NC       |
| 1973 | UOP Shadow Racing Team     | Shadow DN1   | Ford Cosworth DFV V8 | ARG       | BRA       | RSA Ret G | ESP Ret G | BEL Ret G | MON 10 G  | SUE Ret G | FRA Ret G | GBR Ret G | HOL Ret G | GER 8 G   | AUT Ret G | ITA 11 G | CAN 3 G | EUA 15 G |     |     | 4      | 14º      |
| 1977 | Shadow Racing Team         | Shadow DN8   | Ford Cosworth DFV V8 | ARG       | BRA       | RSA       | USW       | ESP       | MON       | BEL       | SWE 9 G   | FRA       | GBR       | GER       | AUT       | NED      | ITA     | USA      | CAN | JPN | 0      | NC (31º) |

↑1  Ele está inelegível aos pontos, porque estava pilotando um carro de Fórmula 2.

### 24 Horas de Le Mans[2]
| Ano  | Equipe                                | Nº | Co-Pilotos      | Chassi               | Pneus | Classe | Voltas | Posição | Posição Na Categoria |
| Ano  | Equipe                                | Nº | Co-Pilotos      | Motor                | Pneus | Classe | Voltas | Posição | Posição Na Categoria |
| ---- | ------------------------------------- | -- | --------------- | -------------------- | ----- | ------ | ------ | ------- | -------------------- |
| 1968 | John Wyer Automotive Engineering Ltd. | 11 | Brian Muir      | Ford GT40 Mk. I      | F     | S 5.0  | 15     | DNF     | DNF                  |
| 1968 | John Wyer Automotive Engineering Ltd. | 11 | Brian Muir      | Ford 4.9 L V8        | F     | S 5.0  | 15     | DNF     | DNF                  |
| 1969 | John Wyer Automotive Engineering      | 6  | Jacky Ickx      | Ford GT40 Mk. I      | F     | S 5.0  | 372    | 1º      | 1º                   |
| 1969 | John Wyer Automotive Engineering      | 6  | Jacky Ickx      | Ford 4.9 L V8        | F     | S 5.0  | 372    | 1º      | 1º                   |
| 1971 | John Wyer Automotive Engineering Ltd. | 18 | Pedro Rodríguez | Porsche 917L         | F     | S 5.0  | 187    | DNF     | DNF                  |
| 1971 | John Wyer Automotive Engineering Ltd. | 18 | Pedro Rodríguez | Porsche 4.9L Flat-12 | F     | S 5.0  | 187    | DNF     | DNF                  |